# Alexander Satariano
Alexander Satariano (25 ottobre 2001) è un calciatore maltese, attaccante dell'Athens Kallithea e della nazionale maltese.

## Caratteristiche tecniche
È un centravanti.

## Carriera

### Club
Inizia a giocare a calcio nelle giovanili del St. Andrews. Esordisce in prima squadra il 4 maggio 2017 in St. Andrews-Gżira Utd (2-3), subentrando al 90' al posto di Choi Bong-won. Il 24 agosto 2019 si trasferisce in prestito con diritto di riscatto allo Sliema Wanderers, che il 17 settembre 2020 lo acquista a titolo definitivo.
Il 3 luglio 2021 firma un triennale con il Frosinone. Esordisce in Serie B il 28 agosto in Vicenza-Frosinone (0-2), subentrando all'89' al posto di Luigi Canotto. Non trovando spazio in squadra, il 31 gennaio 2022 viene ceduto in prestito alla Pergolettese, in Serie C.
Il 1º settembre 2022 passa in prestito al Balzan, nel campionato maltese. Il 9 luglio 2023 il club laziale annuncia la risoluzione del contratto del maltese, diventando svincolato.

### Nazionale
Ha giocato nelle nazionali giovanili maltesi Under-17, Under-19 ed Under-21.
Esordisce in nazionale maggiore l'11 novembre 2020 in un'amichevole vinta 3-0 contro il Liechtenstein, subentrando al 60' al posto di Michael Mifsud. Mette a segno la sua prima rete in nazionale il 27 marzo 2021 contro la Slovacchia (2-2 il finale), gara valida per le qualificazioni ai Mondiali 2022.

## Statistiche

### Presenze e reti nei club
Statistiche aggiornate al 7 novembre 2024.
| Stagione                | Squadra                 | Campionato              | Campionato | Campionato | Coppe nazionali | Coppe nazionali | Coppe nazionali | Coppe continentali | Coppe continentali | Coppe continentali | Altre coppe | Altre coppe | Altre coppe | Totale | Totale |
| Stagione                | Squadra                 | Comp                    | Pres       | Reti       | Comp            | Pres            | Reti            | Comp               | Pres               | Reti               | Comp        | Pres        | Reti        | Pres   | Reti   |
| ----------------------- | ----------------------- | ----------------------- | ---------- | ---------- | --------------- | --------------- | --------------- | ------------------ | ------------------ | ------------------ | ----------- | ----------- | ----------- | ------ | ------ |
| 2016-2017               | St. Andrews             | PL                      | 1          | 0          | CM              | 0               | 0               | -                  | -                  | -                  | -           | -           | -           | 1      | 0      |
| 2017-2018               | St. Andrews             | PL                      | 2          | 0          | CM              | 1               | 0               | -                  | -                  | -                  | -           | -           | -           | 3      | 0      |
| 2018-2019               | St. Andrews             | PL                      | 23         | 1          | CM              | 1               | 0               | -                  | -                  | -                  | -           | -           | -           | 24     | 1      |
| Totale St. Andrews      | Totale St. Andrews      | Totale St. Andrews      | 26         | 1          |                 | 2               | 0               |                    | -                  | -                  |             | -           | -           | 28     | 1      |
| 2019-2020               | Sliema Wanderers        | PL                      | 16         | 2          | CM              | 1               | 0               | -                  | -                  | -                  | -           | -           | -           | 17     | 2      |
| 2020-2021               | Sliema Wanderers        | PL                      | 16         | 6          | CM              | 1               | 0               | -                  | -                  | -                  | -           | -           | -           | 17     | 6      |
| Totale Sliema Wanderers | Totale Sliema Wanderers | Totale Sliema Wanderers | 32         | 8          |                 | 2               | 0               |                    | -                  | -                  |             | -           | -           | 34     | 8      |
| 2021-gen. 2022          | Frosinone               | B                       | 1          | 0          | CI              | 0               | 0               | -                  | -                  | -                  | -           | -           | -           | 1      | 0      |
| gen.-giu. 2022          | Pergolettese            | C                       | 1          | 0          | CI-C            | -               | -               | -                  | -                  | -                  |             | -           | -           | 1      | 0      |
| 2022-2023               | Balzan                  | PL                      | 25         | 2          | CM              | 1               | 0               | -                  | -                  | -                  | -           | -           | -           | 26     | 2      |
| 2023-2024               | Birkirkara              | PL                      | 24         | 0          | CM              | 4               | 1               | UECL               | -                  | -                  | SM          | 1           | 0           | 29     | 1      |
| 2024-2025               | Birkirkara              | PL                      | 31         | 4          | CM              | 4               | 1               | -                  | -                  | -                  | -           | -           | -           | 35     | 5      |
| Totale Birkirkara       | Totale Birkirkara       | Totale Birkirkara       | 55         | 4          |                 | 8               | 2               |                    | -                  | -                  |             | 1           | 0           | 64     | 6      |
| Totale carriera         | Totale carriera         | Totale carriera         | 140        | 15         |                 | 13              | 2               |                    | -                  | -                  |             | 1           | 0           | 154    | 17     |

### Cronologia presenze e reti in nazionale
| Cronologia completa delle presenze e delle reti in nazionale ― Malta | Cronologia completa delle presenze e delle reti in nazionale ― Malta | Cronologia completa delle presenze e delle reti in nazionale ― Malta | Cronologia completa delle presenze e delle reti in nazionale ― Malta | Cronologia completa delle presenze e delle reti in nazionale ― Malta | Cronologia completa delle presenze e delle reti in nazionale ― Malta | Cronologia completa delle presenze e delle reti in nazionale ― Malta | Cronologia completa delle presenze e delle reti in nazionale ― Malta |
| Data                                                                 | Città                                                                | In casa                                                              | Risultato                                                            | Ospiti                                                               | Competizione                                                         | Reti                                                                 | Note                                                                 |
| -------------------------------------------------------------------- | -------------------------------------------------------------------- | -------------------------------------------------------------------- | -------------------------------------------------------------------- | -------------------------------------------------------------------- | -------------------------------------------------------------------- | -------------------------------------------------------------------- | -------------------------------------------------------------------- |
| 11-11-2020                                                           | Ta' Qali                                                             | Malta                                                                | 3 – 0                                                                | Liechtenstein                                                        | Amichevole                                                           | -                                                                    | 60’                                                                  |
| 14-11-2020                                                           | Ta' Qali                                                             | Malta                                                                | 3 – 1                                                                | Andorra                                                              | UEFA Nations League 2020-2021 - 1º turno                             | -                                                                    | 76’                                                                  |
| 17-11-2020                                                           | Ta' Qali                                                             | Malta                                                                | 1 – 1                                                                | Fær Øer                                                              | UEFA Nations League 2020-2021 - 1º turno                             | -                                                                    | 84’                                                                  |
| 24-3-2021                                                            | Ta' Qali                                                             | Malta                                                                | 1 – 3                                                                | Russia                                                               | Qual. Mondiali 2022                                                  | -                                                                    | 46’                                                                  |
| 27-3-2021                                                            | Trnava                                                               | Slovacchia                                                           | 2 – 2                                                                | Malta                                                                | Qual. Mondiali 2022                                                  | 1                                                                    | 79’                                                                  |
| 30-3-2021                                                            | Fiume                                                                | Croazia                                                              | 3 – 0                                                                | Malta                                                                | Qual. Mondiali 2022                                                  | -                                                                    | 46’                                                                  |
| 30-5-2021                                                            | Klagenfurt am Wörthersee                                             | Irlanda del Nord                                                     | 3 – 0                                                                | Malta                                                                | Amichevole                                                           | -                                                                    | 82’                                                                  |
| 4-6-2021                                                             | Klagenfurt am Wörthersee                                             | Kosovo                                                               | 2 – 1                                                                | Malta                                                                | Amichevole                                                           | -                                                                    | 46’                                                                  |
| 1-9-2021                                                             | Ta' Qali                                                             | Malta                                                                | 3 – 0                                                                | Cipro                                                                | Qual. Mondiali 2022                                                  | -                                                                    | 70’                                                                  |
| 4-9-2021                                                             | Lubiana                                                              | Slovenia                                                             | 1 – 0                                                                | Malta                                                                | Qual. Mondiali 2022                                                  | -                                                                    | 45’ 58’                                                              |
| 7-9-2021                                                             | Mosca                                                                | Russia                                                               | 2 – 0                                                                | Malta                                                                | Qual. Mondiali 2022                                                  | -                                                                    | 66’                                                                  |
| 8-10-2021                                                            | Ta' Qali                                                             | Malta                                                                | 0 – 4                                                                | Slovenia                                                             | Qual. Mondiali 2022                                                  | -                                                                    | 57’ 88’                                                              |
| 11-11-2021                                                           | Ta' Qali                                                             | Malta                                                                | 1 – 7                                                                | Croazia                                                              | Qual. Mondiali 2022                                                  | -                                                                    | 62’                                                                  |
| 14-11-2021                                                           | Ta' Qali                                                             | Malta                                                                | 0 – 6                                                                | Slovacchia                                                           | Qual. Mondiali 2022                                                  | -                                                                    | 5’ 54’                                                               |
| 25-3-2022                                                            | Ta' Qali                                                             | Malta                                                                | 1 – 0                                                                | Azerbaigian                                                          | Amichevole                                                           | -                                                                    | 87’                                                                  |
| 29-3-2022                                                            | Ta' Qali                                                             | Malta                                                                | 2 – 0                                                                | Kuwait                                                               | Amichevole                                                           | 1                                                                    | 83’                                                                  |
| 5-6-2022                                                             | Serravalle                                                           | San Marino                                                           | 0 – 2                                                                | Malta                                                                | UEFA Nations League 2022-2023 - 1º turno                             | -                                                                    | 45’                                                                  |
| 9-6-2022                                                             | Ta' Qali                                                             | Malta                                                                | 1 – 2                                                                | Estonia                                                              | UEFA Nations League 2022-2023 - 1º turno                             | -                                                                    | 69’                                                                  |
| 12-6-2022                                                            | Ta' Qali                                                             | Malta                                                                | 1 – 0                                                                | San Marino                                                           | UEFA Nations League 2022-2023 - 1º turno                             | -                                                                    | 87’                                                                  |
| 23-9-2022                                                            | Tallinn                                                              | Estonia                                                              | 2 – 1                                                                | Malta                                                                | UEFA Nations League 2022-2023 - 1º turno                             | -                                                                    | 47’ 89’                                                              |
| 27-9-2022                                                            | Ta' Qali                                                             | Malta                                                                | 2 – 1                                                                | Israele                                                              | Amichevole                                                           | 1                                                                    | 71’                                                                  |
| 17-11-2022                                                           | Ta' Qali                                                             | Malta                                                                | 2 – 2                                                                | Grecia                                                               | Amichevole                                                           | -                                                                    | 80’                                                                  |
| 20-11-2022                                                           | Ta' Qali                                                             | Malta                                                                | 0 – 1                                                                | Irlanda                                                              | Amichevole                                                           | -                                                                    | 73’                                                                  |
| 23-3-2023                                                            | Skopje                                                               | Macedonia del Nord                                                   | 2 – 1                                                                | Malta                                                                | Qual. Euro 2024                                                      | -                                                                    | 84’                                                                  |
| 26-3-2023                                                            | Ta' Qali                                                             | Malta                                                                | 0 – 2                                                                | Italia                                                               | Qual. Euro 2024                                                      | -                                                                    | 64’                                                                  |
| 16-6-2023                                                            | Ta' Qali                                                             | Malta                                                                | 0 – 4                                                                | Inghilterra                                                          | Qual. Euro 2024                                                      | -                                                                    | 60’                                                                  |
| 19-6-2023                                                            | Trnava                                                               | Ucraina                                                              | 1 – 0                                                                | Malta                                                                | Qual. Euro 2024                                                      | -                                                                    | 46’                                                                  |
| 14-10-2023                                                           | Bari                                                                 | Italia                                                               | 4 – 0                                                                | Malta                                                                | Qual. Euro 2024                                                      | -                                                                    | 55’                                                                  |
| 17-10-2023                                                           | Ta' Qali                                                             | Malta                                                                | 1 – 3                                                                | Ucraina                                                              | Qual. Euro 2024                                                      | -                                                                    | 68’                                                                  |
| 7-6-2024                                                             | Grödig                                                               | Rep. Ceca                                                            | 7 – 1                                                                | Malta                                                                | Amichevole                                                           | -                                                                    | 46’                                                                  |
| 13-10-2024                                                           | Ta' Qali                                                             | Malta                                                                | 1 – 0                                                                | Moldavia                                                             | UEFA Nations League 2024-2025 - 1º turno                             | -                                                                    | 71’                                                                  |
| 14-11-2024                                                           | Ta' Qali                                                             | Malta                                                                | 2 – 0                                                                | Liechtenstein                                                        | Amichevole                                                           | -                                                                    | 61’                                                                  |
| 19-11-2024                                                           | Ta' Qali                                                             | Malta                                                                | 0 – 0                                                                | Andorra                                                              | UEFA Nations League 2024-2025 - 1º turno                             | -                                                                    | 46’                                                                  |
| 21-3-2025                                                            | Ta' Qali                                                             | Malta                                                                | 0 – 1                                                                | Finlandia                                                            | Qual. Mondiali 2026                                                  | -                                                                    | 83’                                                                  |
| 24-3-2025                                                            | Varsavia                                                             | Polonia                                                              | 2 – 0                                                                | Malta                                                                | Qual. Mondiali 2026                                                  | -                                                                    | 58’                                                                  |
| 7-6-2025                                                             | Ta' Qali                                                             | Malta                                                                | 0 – 0                                                                | Lituania                                                             | Qual. Mondiali 2026                                                  | -                                                                    |                                                                      |
| 10-6-2025                                                            | Groninga                                                             | Paesi Bassi                                                          | 8 – 0                                                                | Malta                                                                | Qual. Mondiali 2026                                                  | -                                                                    | 81’                                                                  |
| Totale                                                               |                                                                      | Presenze                                                             | 37                                                                   |                                                                      | Reti                                                                 | 3                                                                    |                                                                      |

## Palmarès

### Individuale
- Calciatore maltese dell'anno: 1

2025